# Collections Microcosme

Logo des Collections Microcosme.

Les Collections Microcosme sont des collections littéraires des éditions du Seuil. Créées en 1956, elles rassemblent six collections différentes : « Écrivains de toujours » (1951-1981, puis 1994-2000), « Petite planète » (1953-1981), « Maîtres spirituels » (1955-1998), « Solfèges » (1956-1983, puis 1994-1998), « Le Temps qui court » (1957-1976) et « Le Rayon de la science » (1959-1969). 
Elles sont considérées comme les premières collections en format de poche de l'édition française. Chaque volume se présentait sous le même format 18 × 11,5 cm, et comportait invariablement 192 pages et 100 images. En 1958, chaque volume coûtait 390 Francs (soit environ 7 € de 2010).

## «Écrivains de toujours»
Cette collection consacrée aux écrivains classiques et contemporains a été dirigée par Francis Jeanson, et continuée par Monique Nathan et Denis Roche. Consacrée dans un premier temps aux seuls écrivains français, elle s'est ouverte à partir du 22e volume aux autres littératures.
Elle fut imaginée en 1949 par Jean Bardet et Paul Flamand. L'idée était de publier « de petits livres où des écrivains de toujours seraient à la fois relus par des écrivains d'aujourd'hui et présentés en une brève anthologie, par eux-mêmes. » Albert Béguin aurait dû en être le directeur, mais celui-ci remplaça Emmanuel Mounier à la tête de la revue Esprit. C'est Francis Jeanson qui en prit alors la direction.
Elle était présentée en 1959 dans les encarts publicitaires des Collections Microcosme par ces mots : « Ce n'est pas seulement un dialogue entre les écrivains de toujours et les hommes d'aujourd'hui que cherche à établir cette collection, mais un contrepoint entre les images les plus vivantes et les plus beaux textes. En multipliant les éclairages sur l'homme et sur l'époque, Malraux, Saint-Exupéry ou Descartes cessent d'être objet de pure critique littéraire pour retrouver leur naturel. »
"Écrivains de toujours" a été la plus importante des Collections Microcosme en nombre de titres publiés (106 volumes) et a été régulièrement saluée par la presse générale ou spécialisée. Elle est souvent mentionnée comme « la fameuse collection de poche » (Le Figaro, La Libre Belgique) ; l'Institut Mémoire de l'Édition Contemporaine (IMEC) en parle comme de « la célèbre série des "Écrivains de toujours", par Francis Jeanson et Albert Béguin, collection particulièrement novatrice dans le domaine du livre de poche. » 
|     | Date | Titre                                      | Auteur                                                         | Rééditions                                                             |  |
| --- | ---- | ------------------------------------------ | -------------------------------------------------------------- | ---------------------------------------------------------------------- |  |
| 1   | 1951 | HUGO (VICTOR) par lui-même                 | Guillemin (Henri)                                              | 1988 (collection « Points »), 1994 (→ Nouvelle Collection)             |  |
| 2   | 1951 | STENDHAL par lui-même                      | Roy (Claude)                                                   | 1995 (→ Nouvelle Collection)                                           |  |
| 3   | 1951 | MONTAIGNE par lui-même                     | Jeanson (Francis)                                              | 1994 (→ Nouvelle Collection)                                           |  |
| 4   | 1951 | FLAUBERT par lui-même                      | La Varende (Jean de)                                           | 1971 (remplacé par Brombert (Victor))                                  |  |
| 5   | 1951 | COLETTE par elle-même                      | Beaumont (Germaine) et Parinaud (André)                        |                                                                        |  |
| 6   | 1952 | PASCAL par lui-même                        | Béguin (Albert)                                                |                                                                        |  |
| 7   | 1952 | ZOLA par lui-même                          | Bernard (Marc)                                                 | 1988 (Collection « Points »)                                           |  |
| 8   | 1952 | GIRAUDOUX par lui-même                     | Marker (Christian puis Chris)                                  |                                                                        |  |
| 9   | 1952 | BAUDELAIRE par lui-même                    | Pia (Pascal)                                                   | 1995 (→ Nouvelle Collection)                                           |  |
| 10  | 1953 | MONTESQUIEU par lui-même                   | Starobinski (Jean)                                             | 1989 (collection « Points »), 1994 (→ Nouvelle Collection)             |  |
| 11  | 1953 | PROUST (MARCEL) par lui-même               | Mauriac (Claude)                                               |                                                                        |  |
| 12  | 1953 | MALRAUX par lui-même                       | Picon (Gaëtan)                                                 | 1996 (→ Nouvelle Collection)                                           |  |
| 13  | 1953 | DIDEROT par lui-même                       | Guyot (Charly)                                                 |                                                                        |  |
| 14  | 1953 | MAURIAC par lui-même                       | Simon (Pierre-Henri)                                           |                                                                        |  |
| 15  | 1953 | SAINT-SIMON par lui-même                   | Bastide (François-Régis)                                       |                                                                        |  |
| 16  | 1953 | LACLOS par lui-même                        | Valland (Roger)                                                | (→ Nouvelle Collection)                                                |  |
| 17  | 1953 | MONTHERLANT par lui-même                   | Sipriot (Pierre) et Montherlant (Henri, de) (inédit, légendes) |                                                                        |  |
| 18  | 1954 | CORNEILLE par lui-même                     | Herland (Louis)                                                |                                                                        |  |
| 19  | 1954 | MICHELET par lui-même                      | Barthes (Roland)                                               | 1988 (collection « Points »), 1995 (→ Nouvelle Collection)             |  |
| 20  | 1954 | APOLLINAIRE par lui-même                   | Pia (Pascal)                                                   | 1988 (collection « Points »), 1995 (→ Nouvelle Collection)             |  |
| 21  | 1954 | BERNANOS par lui-même                      | Béguin (Albert)                                                |                                                                        |  |
| 22  | 1954 | SHAKESPEARE par lui-même                   | Paris (Jean)                                                   |                                                                        |  |
| 23  | 1954 | GORKI par lui-même                         | Gourfinkel (Nina)                                              |                                                                        |  |
| 24  | 1954 | FRANCE (ANATOLE) par lui-même              | Suffel (Jacques)                                               |                                                                        |  |
| 25  | 1954 | BARRÈS par lui-même                        | Domenach (Jean-Marie)                                          |                                                                        |  |
| 26  | 1954 | MARIVAUX par lui-même                      | Gazagne (Paul)                                                 | 1997 (→ Nouvelle Collection)                                           |  |
| 27  | 1955 | GŒTHE par lui-même                         | Ancelet-Hustache (Jeanne)                                      |                                                                        |  |
| 28  | 1955 | VOLTAIRE par lui-même                      | Pomeau (René)                                                  | 1994 (→ Nouvelle Collection)                                           |  |
| 29  | 1955 | SARTRE par lui-même                        | Jeanson (Francis)                                              | 2000 (→ Nouvelle Collection)                                           |  |
| 30  | 1955 | TCHEKHOV par lui-même                      | Laffitte (Sophie)                                              |                                                                        |  |
| 31  | 1955 | ROLLAND (ROMAIN) par lui-même              | Barrère (Jean-Bertrand)                                        |                                                                        |  |
| 32  | 1956 | GIONO par lui-même                         | Chonez (Claudine)                                              | 1995 (→ Nouvelle Collection)                                           |  |
| 33  | 1956 | BALZAC par lui-même                        | Picon (Gaëtan)                                                 |                                                                        |  |
| 34  | 1956 | SAINT-EXUPÉRY par lui-même                 | Estang (Luc)                                                   |                                                                        |  |
| 35  | 1956 | WOOLF (VIRGINIA) par elle-même             | Nathan (Monique)                                               |                                                                        |  |
| 36  | 1956 | DESCARTES par lui-même                     | S. de Sacy (Samuel)                                            | 1996 (→ Nouvelle Collection)                                           |  |
| 37  | 1956 | RENARD (JULES) par lui-même                | Schneider (Pierre)                                             |                                                                        |  |
| 38  | 1957 | MACHIAVEL par lui-même                     | Barincou (Edmond)                                              |                                                                        |  |
| 39  | 1957 | JOYCE par lui-même                         | Paris (Jean)                                                   | 1994 (→ Nouvelle Collection)                                           |  |
| 40  | 1957 | MOLIÈRE par lui-même                       | Simon (Alfred)                                                 | 1996 (→ Nouvelle Collection)                                           |  |
| 41  | 1957 | COCTEAU par lui-même                       | Fraigneau (André) et Bonalumi (Louis)                          |                                                                        |  |
| 42  | 1958 | HORACE                                     | Grimal (Pierre)                                                |                                                                        |  |
| 43  | 1958 | HOMÈRE                                     | Germain (Gabriel)                                              |                                                                        |  |
| 44  | 1958 | MELVILLE par lui-même                      | Mayoux (Jean-Jacques)                                          |                                                                        |  |
| 45  | 1959 | Mme DE LAFAYETTE par elle-même             | Pingaud (Bernard)                                              | 1999 (→ Nouvelle Collection)                                           |  |
| 46  | 1959 | HEMINGWAY par lui-même                     | Astre (Georges-Albert)                                         | 1966 (Rowohlt, en allemand)                                            |  |
| 47  | 1959 | VIRGILE                                    | Perrer (Jacques)                                               |                                                                        |  |
| 48  | 1960 | RABELAIS par lui-même                      | Diéguez (Manuel, de)                                           |                                                                        |  |
| 49  | 1960 | EDGAR POE par lui-même                     | Cabau (Jacques)                                                |                                                                        |  |
| 50  | 1960 | RONSARD par lui-même                       | Gadoffre (Gilbert)                                             | 1994 (→ Nouvelle Collection)                                           |  |
| 51  | 1960 | BEAUMARCHAIS par lui-même                  | Van Tieghem (Philippe Adrien)                                  |                                                                        |  |
| 52  | 1960 | CICÉRON                                    | Nicolet (Claude) et Michel (Alain)                             |                                                                        |  |
| 53  | 1961 | ROUSSEAU par lui-même                      | May (Georges)                                                  | 1994 (→ Nouvelle collection)                                           |  |
| 54  | 1961 | RIMBAUD par lui-même                       | Bonnefoy (Yves)                                                | 1994 (→ Nouvelle Collection)                                           |  |
| 55  | 1961 | LA FONTAINE par lui-même                   | Clarac (Pierre)                                                | 1991 (→ Nouvelle Collection, remplacé par Robert Bared)                |  |
| 56  | 1961 | MAIAKOVSKI par lui-même                    | Frioux (Claude)                                                |                                                                        |  |
| 57  | 1962 | DOSTOIEVSKI par lui-même                   | Arban (Dominique)                                              | 1995 (→ Nouvelle Collection)                                           |  |
| 58  | 1962 | TEILHARD DE CHARDIN                        | Cuénot (Claude)                                                |                                                                        |  |
| 59  | 1962 | KIERKEGAARD par lui-même                   | Grimault (Marguerite)                                          |                                                                        |  |
| 60  | 1962 | ARISTOPHANE                                | Debidour (Victor-Henry)                                        |                                                                        |  |
| 61  | 1962 | MAUPASSANT par lui-même                    | Schmidt (Albert-Marie)                                         |                                                                        |  |
| 62  | 1963 | GIDE (ANDRÉ) par lui-même                  | Martin (Claude)                                                | 1995 (→ Nouvelle Collection)                                           |  |
| 63  | 1963 | CLAUDEL (PAUL) par lui-même                | Lesort (Paul-André)                                            | (Rowohlt)                                                              |  |
| 64  | 1963 | CAMUS par lui-même                         | Lebesque (Morvan)                                              |                                                                        |  |
| 65  | 1963 | FAULKNER par lui-même                      | Nathan (Monique)                                               |                                                                        |  |
| 66  | 1963 | PASTERNAK par lui-même                     | Aucouturier (Michel)                                           | (Rowohlt)                                                              |  |
| 67  | 1964 | MALLARMÉ par lui-même                      | Mauron (Charles)                                               |                                                                        |  |
| 68  | 1964 | NERVAL par lui-même                        | Jean (Raymond)                                                 |                                                                        |  |
| 69  | 1964 | VIGNY par lui-même                         | Viallaneix (Paul)                                              |                                                                        |  |
| 70  | 1965 | ÉRASME par lui-même                        | Margolin (Jean-Claude)                                         |                                                                        |  |
| 71  | 1965 | CHATEAUBRIAND par lui-même                 | Tapié (Victor-Lucien)                                          |                                                                        |  |
| 72  | 1966 | VERLAINE par lui-même                      | Bornecque (Jacques-Henry)                                      |                                                                        |  |
| 73  | 1966 | POUCHKINE par lui-même                     | Backès (Jean-Louis)                                            |                                                                        |  |
| 74  | 1967 | LAUTRÉAMONT par lui-même                   | Pleynet (Marcelin)                                             |                                                                        |  |
| 75  | 1967 | Mme DE SÉVIGNÉ par elle-même               | Cordelier (Jean)                                               |                                                                        |  |
| 76  | 1967 | JULIEN GREEN par lui-même                  | Saint-Jean (Robert de), Estang (Luc) (1990, édition revue)     |                                                                        |  |
| 77  | 1967 | BERGSON                                    | Barthélémy-Madaule (Madeleine)                                 |                                                                        |  |
| 78  | 1968 | BENJAMIN CONSTANT par lui-même             | Poulet (Georges)                                               |                                                                        |  |
| 79  | 1968 | ÉLUARD par lui-même                        | Raymond (Jean)                                                 | 1995 (→ Nouvelle Collection)                                           |  |
| 80  | 1968 | HEGEL                                      | Châtelet (François)                                            | 1994 (→ Nouvelle Collection)                                           |  |
| 81  | 1968 | KAFKA par lui-même                         | Wagenbach (Klaus), Huriot (Alain, traduction)                  | 1968 (Rowohlt, édition allemande originale)                            |  |
| 82  | 1968 | FREUD                                      | Mannoni (Octave)                                               | 2001 (collection « Points/Essais »)                                    |  |
| 83  | 1969 | BECKETT par lui-même                       | Janvier (Ludovic)                                              |                                                                        |  |
| 84  | 1969 | SOPHOCLE                                   | Germain (Gabriel)                                              |                                                                        |  |
| 85  | 1969 | TACITE                                     | Laugier (Jean-Louis)                                           |                                                                        |  |
| 86  | 1970 | BORGÈS par lui-même                        | Rodriguez Monegal (Emir), Rosset (Françoise-Marie,traduction)  |                                                                        |  |
| 87  | 1970 | RILKE par lui-même                         | Jaccottet (Philippe)                                           | 1998 (→ Nouvelle Collection), 2006 (collection « Points/Monographie ») |  |
| 88  | 1970 | MAINE DE BIRAN par lui-même                | Gouhier (Henri)                                                |                                                                        |  |
| 89  | 1971 | CERVANTÈS par lui-même                     | Guenoun (Pierre)                                               |                                                                        |  |
| 90  | 1971 | ANDRÉ BRETON par lui-même                  | Alexandrian (Sarane)                                           |                                                                        |  |
| 4   | 1971 | FLAUBERT par lui-même                      | Bromberg (Victor)                                              | (remplace La Varende (Jean de), 1951)                                  |  |
| 91  | 1972 | EMMANUEL MOUNIER                           | Domenach (Jean-Marie)                                          |                                                                        |  |
| 92  | 1973 | NOUVEAU ROMAN (LE)                         | Ricardou (Jean)                                                | 1990 (collection « Points », suivi de les Raisons de l'ensemble)       |  |
| 93  | 1973 | SURRÉALISTES (LES)                         | Audoin (Philippe)                                              | 1995 (→ Nouvelle Collection)                                           |  |
| 94  | 1974 | BACHELARD                                  | Margolin (Jean-Claude)                                         | (→ Nouvelle Collection)                                                |  |
| 95  | 1974 | HEIDEGGER                                  | Cotten (Jean-Pierre)                                           |                                                                        |  |
| 96  | 1975 | BARTHES                                    | Barthes (Roland)                                               | 1995 (→ Nouvelle Collection)                                           |  |
| 97  | 1975 | SPINOZA                                    | Moreau (Pierre-François)                                       |                                                                        |  |
| 98  | 1975 | FOURIER                                    | Bruckner (Pascal)                                              |                                                                        |  |
| 99  | 1975 | DICKENS                                    | Gattégno (Jean)                                                |                                                                        |  |
| 100 | 1978 | RONCERAILLE                                | Bonnefoy (Claude)                                              |                                                                        |  |
| 101 | 1978 | BATAILLE                                   | Arnaud (Alain) et Excoffon-Lafarge (Gisèle)                    |                                                                        |  |
| 102 | 1979 | SCHOPENHAUER                               | Raymond (Didier)                                               | 1995 (→ Nouvelle Collection)                                           |  |
| 103 | 1979 | PÉGUY                                      | Fraisse (Simone)                                               |                                                                        |  |
| 104 | 1980 | SOLJENITSYNE                               | Nivat (Georges)                                                |                                                                        |  |
| 105 | 1980 | ROMANTIQUES ALLEMANDS (LES)                | Wilhem (Daniel)                                                |                                                                        |  |
| 106 | 1981 | RACINE                                     | Backès (Jean-Louis)                                            | 1999 (→ Nouvelle Collection)                                           |  |
| *   | 1994 | ARISTOTE                                   | Cauquelin (Anne)                                               |                                                                        |  |
| *   | 1994 | PAGNOL                                     | Bens (Jacques)                                                 |                                                                        |  |
| *   | 1994 | PLATON                                     | Jeannière (Abel)                                               |                                                                        |  |
| *   | 1994 | SADE                                       | Thomas (Chantal)                                               |                                                                        |  |
| *   | 1994 | TRAGÉDIE DE L'ÂGE CLASSIQUE 1553-1770 (LA) | Delmas (Christian)                                             |                                                                        |  |
| *   | 1995 | COMÉDIE DE L'ÂGE CLASSIQUE 1630-1715 (LA)  | Conesa (Gabriel)                                               |                                                                        |  |
| *   | 1995 | DICTIONNAIRE DES ÉCRIVAINS FRANÇAIS Tome 1 | Malignon (Jean)                                                |                                                                        |  |
| *   | 1995 | DICTIONNAIRE DES ÉCRIVAINS FRANÇAIS Tome 2 | Malignon (Jean)                                                |                                                                        |  |
| *   | 1995 | NABOKOV                                    | Blot (Jean)                                                    |                                                                        |  |
| *   | 1996 | PRÉSOCRATIQUES (LES)                       | Jeannière (Abel)                                               |                                                                        |  |
| *   | 1996 | TOSTOÏ                                     | Aucouturier (Michel)                                           |                                                                        |  |
| *   | *    | PLATON par lui-même                        | Guillermit (Louis)                                             | inédit en Collections Microcosme, 1995 (GF)                            |  |

## «Petite Planète»
Cette collection consacrée aux pays est créée par Chris Marker, et continuée par Jacqueline Trabuc puis par Simonne Lacouture.
Elle est présentée ainsi en 1957, dans les encarts publicitaires des Collections Microcosme : « Le monde pour tout le monde : l'essentiel des connaissances actuelles sur un pays et tout ce qu'on ne trouve pas dans les guides »; puis en 1959 : « nous habitons une planète qui nous paraît de plus en plus petite. Tout nous invite à la mieux connaître. La collection Petite Planète nous donne, avec une illustration abondante et toutes les références pratiques indispensables, l'essentiel des connaissances actuelles sur un pays. »
À l'initiative de Chris Marker, les couvertures représentent la photographie du visage d'une femme du pays présenté, particularité qui n'est abandonnée que dans les dernières rééditions. Juliette Caputo, la responsable de la maquette, n'hésite pas « à jouer de superpositions, de rotations ou de recadrages forcés. [...] L’ensemble ainsi créé est fort et tout en modestie. Il se distingue par une qualité à tous les niveaux, contenu textuel et visuel, mais également mise en forme, impression et façonnage. »
En 1980 paraît un hors-série gratuit, offert par les libraires à l'achat d'un volume de la collection « Petite Planète », intitulé le Guide pratique du voyageur  (ISBN 2-02-005565-1). Cette plaquette de 64 pages au format habituel des Collections Microcosme est réalisé par l'équipe fondatrice du journal Partir et rédigé par Michel Burton, Hélène Brun, Jacques Revel et Pierre Grundmann. Les illustrations sont de Binet. Elle décrit ainsi (p. 2, Présentation des différents guides) la collection "Petite Planète" : « Excellente collection. À lire absolument quand on commence sa documentation sur un pays. Pas tout à fait un guide mais une information qui fait ressortir les aspects essentiels d'un pays et de ses habitants. Un format de poche très commode. »
En 2006, Jason Simon, en collaboration avec Chris Marker, rassemble les volumes de la collection « Petite Planète » pour lesquels ce dernier a été impliqué, en tant que directeur de collection, auteur ou photographe pour les faire figurer à l'exposition Having Been Described in Words de la galerie Orchard à New York. À la suite de ce travail, Jason Simon et Chris Marker réalisent une affiche de 66 cm sur 90 cm composée des couvertures de 31 volumes de la collection, produite en édition limitée, et vendue au prix de 100 $.
|    | Date | Titre                   | Auteur                                       | Rééditions                                                                 |
| -- | ---- | ----------------------- | -------------------------------------------- | -------------------------------------------------------------------------- |
| 1  | 1954 | AUTRICHE                | Vausson (Claude)                             |                                                                            |
| 2  | 1954 | SUÈDE                   | Bastide (François-Régis)                     | 1976 (édition complétée par Guy de Faramond)                               |
| 3  | 1954 | ITALIE                  | Lechat (Paul), pseud. de Paul Lengrand       | 1979 (nouveau volume de Sergio Romano)                                     |
| 4  | 1954 | HOLLANDE                | Pingaud (Bernard)                            |                                                                            |
| 5  | 1955 | IRLANDE                 | Bourniquel (Camille)                         |                                                                            |
| 6  | 1955 | GRÈCE                   | Cranaki (Mimica)                             |                                                                            |
| 7  | 1955 | ALLEMAGNE               | Rovan (Joseph)                               |                                                                            |
| 8  | 1955 | TUNISIE                 | Zéraffa (Michel)                             |                                                                            |
| 9  | 1955 | SUISSE                  | Fabre (Dominique)                            | 1978 (nouveau volume de Louis-Albert Zbinden, Prix Alpes-Jura 1979)        |
| 10 | 1956 | ESPAGNE                 | Aubier (Dominique) et Tunon de Lara (Manuel) | 1976 (nouveau volume de Jean-Pierre Amalric)                               |
| 11 | 1956 | TURQUIE                 | Falk (André)                                 | 1968 (nouveau volume de Jean-Paul Roux)                                    |
| 12 | 1956 | CHINE                   | Gatti (Armand)                               | 1977 (nouveau volume de Patrice et Chantal Fava et Jean Leclerc du Sablon) |
| 13 | 1957 | IRAN                    | Monteil (Vincent)                            |                                                                            |
| 14 | 1957 | ISRAËL                  | Catarivas (David)                            |                                                                            |
| 15 | 1957 | DANEMARK                | Bailhache (Jean)                             | 1982 (nouveau volume d'Olivier Postel-Vinay)                               |
| 16 | 1957 | PORTUGAL                | Villier (Franz)                              |                                                                            |
| 17 | 1957 | TAHITI                  | Loursin (Jean-Marie)                         |                                                                            |
| 18 | 1958 | BELGIQUE                | Henrot (Thérèse)                             | 1980 (nouveau volume de Régis Hanrion)                                     |
| 19 | 1958 | INDE                    | Biardeau (Madeleine)                         |                                                                            |
| 20 | 1958 | BRÉSIL                  | Joffroy (Pierre)                             | 1976 (nouveau volume de Charles Vanhecke)                                  |
| 21 | 1959 | JAPON                   | Yéfime, pseud. de Yéfime Zarjevski           | 1981 (nouveau volume de Philippe Pons)                                     |
| 22 | 1959 | SAHARA                  | Vergnaud (François)                          |                                                                            |
| 23 | 1959 | URSS                    | Marabini (Jean)                              |                                                                            |
| 24 | 1960 | GRANDE-BRETAGNE         | Bailhache (Jean)                             |                                                                            |
| 25 | 1960 | YOUGOSLAVIE             | Domenach (Jean-Marie) et Pontault (Alain)    |                                                                            |
| 26 | 1960 | FINLANDE                | Desneiges (Georges)                          |                                                                            |
| 27 | 1960 | NORVÈGE                 | Pivot (Sylvain)                              |                                                                            |
| 28 | 1961 | MADAGASCAR              | Thierry (Solange)                            |                                                                            |
| 29 | 1961 | VÉNÉZUELA               | Ulric (Jean)                                 | 1973 (nouveau volume de Jacques Diemer)                                    |
| 30 | 1962 | ÉGYPTE                  | Lacouture (Simonne)                          |                                                                            |
| 31 | 1962 | MAROC                   | Monteil (Vincent)                            |                                                                            |
| 32 | 1963 | POLOGNE                 | Fournier (Éva)                               |                                                                            |
| 33 | 1964 | AUSTRALIE               | Michaels (Peter)                             |                                                                            |
| 34 | 1964 | MEXIQUE                 | Pommeret (Xavier)                            |                                                                            |
| 35 | 1966 | TCHÉCOSLOVAQUIE         | Philippe (Pierre)                            |                                                                            |
| 36 | 1967 | ARGENTINE               | Kalfon (Pierre)                              |                                                                            |
| 37 | 1967 | CANADA                  | Hollier (Robert)                             |                                                                            |
| 38 | 1968 | AFRIQUE DES GRANDS LACS | Milley (Jacques)                             | 1980 (avec Yves Thoraval sous le titre Kenya / Afrique des grands lacs)    |
| 39 | 1969 | LIBAN                   | Chedid (Andrée)                              |                                                                            |
| 40 | 1969 | CHYPRE                  | Princet (Liliane) et Athanassiou (Nikos)     |                                                                            |
| 41 | 1970 | HAÏTI                   | Bitter (Maurice)                             |                                                                            |
| 42 | 1971 | COLOMBIE                | Aprile-Gniset (Jacques)                      |                                                                            |
| 43 | 1972 | ALBANIE                 | Zakhos (Emmanouîl)                           |                                                                            |
| 44 | 1972 | INDONÉSIE               | Monteil (Vincent)                            |                                                                            |
| 45 | 1973 | ROUMANIE                | Louyot (Michel)                              |                                                                            |
| 46 | 1974 | HONGRIE                 | Aranyossy (Georges)                          |                                                                            |
| 47 | 1974 | AFGHANISTAN             | Barry (Mike) et Khan (Sikandar)              |                                                                            |
| 48 | 1975 | BIRMANIE                | Guillon (Emmanuel) et Delachet (Claude)      |                                                                            |
| 49 | 1975 | YÉMEN                   | Fayein (Claudie)                             |                                                                            |
| 50 | 1976 | NÉPAL                   | Odier (Daniel)                               |                                                                            |
| 51 | 1976 | ANTILLES                | Hollier (Robert)                             |                                                                            |
| 52 | 1976 | THAÏLANDE               | Gonin (Didier)                               |                                                                            |
| 53 | 1976 | PÉROU                   | Collin Delavaud (Claude)                     |                                                                            |
| 54 | 1978 | PAKISTAN                | Debayle (Céline)                             |                                                                            |
| 55 | 1979 | MONGOLIE                | Dars (Sarah)                                 |                                                                            |
| 56 | 1978 | LIBYE                   | Audibert (Pierre)                            |                                                                            |
| 57 | 1979 | ÎLES GRECQUES           | Cranaki (Mimica)                             |                                                                            |
| 58 | 1979 | SYRIE                   | Perrin-Naffakh (Anne-Marie)                  |                                                                            |
| 59 | 1979 | SOUDAN                  | Dumoulin (Simone)                            |                                                                            |
| 60 | 1980 | QUÉBEC                  | Meyer (Philippe)                             |                                                                            |
| 61 | 1980 | ÉCOSSE                  | Civardi (Christian)                          | 1990 (réédition collection « Points Planète »)                             |
| 62 | 1980 | SÉNÉGAL                 | Saglio (Christian)                           | 1990 (réédition collection « Points Planète »)                             |
| 63 | 1981 | BOLIVIE                 | Gumucio Dagron (Alfonso)                     |                                                                            |

## «Petite Planète/villes»
Cette collection consacrée aux villes a été créée par Simonne Lacouture.
Présentés avec le même format que les autres titres des Collections Microcosme, les volumes de cette collection ne contiennent néanmoins que 128 pages. Ils sont imprimés en noir pour les textes et d'une couleur spécifique par volume pour les sous-titres, légendes, cartes et tableaux. Chaque volume est abondamment illustrés par des photographies en noir et blanc.
La collection ne comporte que 8 volumes, numérotés de 101 à 108. Elle a été relayée en 1988 par la série « Planète » de la collection « Points ».
|     | Date | Titre     | Auteur                         | Rééditions                           |
| --- | ---- | --------- | ------------------------------ | ------------------------------------ |
| 101 | 1977 | NEW YORK  | Patrice et Leila Blaque-Belair |                                      |
| 102 | 1977 | HONG KONG | Jean-Rémy Bure                 |                                      |
| 103 | 1977 | AMSTERDAM | Dominique Fernandez            |                                      |
| 104 | 1978 | VENISE    | Jean Marabini                  | 1988 (collection « Points Planète ») |
| 105 | 1979 | ATHÈNES   | Aris Fakinos                   |                                      |
| 106 | 1980 | ROME      | Jacques Nobécourt              |                                      |
| 107 | 1981 | PÉKIN     | Chantal Gressier               |                                      |
| 108 | 1981 | NAPLES    | Jean-Noël Schifano             |                                      |

## «Maîtres spirituels»
Cette collection consacrée aux penseurs philosophes et religieux a été dirigée par Paul-André Lesort.
Elle était présentée en 1958 dans les encarts publicitaires des Collections Microcosme comme « une nouvelle collection illustrée sur l'origine et le développement des grandes spiritualités vivantes », puis en 1959 en ces termes : « Une collection qui s'adresse à tous, parce que chacun, aujourd'hui, doit comprendre les grands mouvements spirituels qui animent le monde. Chaque volume présente l'origine d'un de ces mouvements, la situation historique qu'a trouvée son fondateur, la personnalité de celui-ci et son message, le développement de sa doctrine et de la tradition qu'elle a fait naître, donne l'essentiel des textes, évoque par l'image à la fois l'histoire et la pensée religieuse. »
Le journaliste français Maurice Clavel retrouve la foi en lisant le volume Bérulle et l'École française de Paul Cochois (no 31).
|    | Date | Titre                                            | Auteur                                                     | Rééditions |
| -- | ---- | ------------------------------------------------ | ---------------------------------------------------------- | --- |
| 1  | 1955 | MAHOMET et la tradition islamique                | Émile Dermenghem                                           | 2003 (collection « Points/Sagesses »)                                                                                   |
| 2  | 1955 | SAINT AUGUSTIN et l'augustinisme                 | Henri Marrou et Anne-Marie La Bonnardière (collaboratrice) | 2003 (collection « Points/Sagesses »)                                                                                   |
| 3  | 1955 | SAINT JEAN BAPTISTE et la spiritualité du désert | Jean Steinmann                                             | |
| 4  | 1956 | GEORGE FOX et les Quakers                        | Henry van Etten                                            | |
| 5  | 1956 | SAINT PAUL et le mystère du Christ               | Claude Tresmontant                                         | 2006 (collection « Points/Sagesses »)                                                                                   |
| 6  | 1956 | LE BOUDDHA et le bouddhisme                      | Maurice Percheron                                          | |
| 7  | 1956 | MAÎTRE ECKHART et la mystique rhénane            | Jeanne Ancelet-Hustache                                    | 2000 (collection « Points/Sagesses »)                                                                                   |
| 8  | 1956 | MOÏSE et la vocation juive                       | Neher (André)                                              | 1959 (Harper Torchbooks, trad. anglaise) 2002 (Editura Hasefer, trad. roumaine) 2004 (Seuil, coll. « Points/Sagesses ») |
| 9  | 1956 | SOCRATE et la conscience de l'homme              | Micheline Sauvage et Marie Sauvage (collaboratrice)        | 1997 (collection « Points/Sagesses »)                                                                                   |
| 10 | 1957 | SAINT FRANÇOIS D'ASSISE et l'esprit franciscain  | Ivan Gobry                                                 | 2001 (collection « Points/Sagesses »)                                                                                   |
| 11 | 1957 | FÉNELON et le pur amour                          | Varillon (François)                                        | |
| 12 | 1957 | JEAN CALVIN et la tradition calvinienne          | Schmidt (Albert-Marie)                                     | |
| 13 | 1957 | DAVID et les psaumes                             | Bonnes (Jean-Paul)                                         | |
| 14 | 1958 | CONFUCIUS et l'humanisme chinois                 | Do-Dinh (Pierre)                                           | |
| 15 | 1958 | CHARLES DE FOUCAULD et la fraternité             | Barrat (Robert) et Barrat (Denise)                         | |
| 16 | 1958 | SAINT SERGE et la spiritualité russe             | Kovalevskiĭ (Petr Evgrafovitch, dit Pierre Kovalevsky)     | |
| 17 | 1959 | SAINT THOMAS D'AQUIN et la théologie             | Chenu (Marie-Dominique)                                    | |
| 18 | 1959 | RAMAKRISHNA et la vitalité de l'hindouisme       | Lemaître (Solange)                                         | |
| 19 | 1959 | SAINT BENOIT et la vie monastique                | Jean-Nesmy (Claude)                                        | |
| 20 | 1959 | SAINT GREGOIRE PALAMAS et la mystique orthodoxe  | Meyendorff (Jean, ou John)                                 | |
| 21 | 1960 | SAINT VINCENT DE PAUL et la charité              | Dodin (André)                                              | |
| 22 | 1960 | SAINT JEAN DE LA CROIX et la nuit mystique       | Pellé-Douël (Yvonne)                                       | |
| 23 | 1960 | SAINT IGNACE DE LOYOLA et la Compagnie de Jésus  | Guillermou (Alain)                                         | |
| 24 | 1961 | ISAÏE et le prophétisme                          | Rondeleux (Louis-Jacques)                                  | |
| 25 | 1961 | SAINT-CYRAN et le jansénisme                     | Orcibal (Jean)                                             | |
| 26 | 1961 | RABBI SIMÉON BAR YOCHAÏ et la Cabbale            | Casaril (Guy)                                              | |
| 27 | 1962 | PATANJALI et le Yoga                             | Eliade (Mircea, ici Mircéa)                                | |
| 28 | 1962 | LUTHER et l'Eglise confessante                   | Casalis (Georges)                                          | |
| 29 | 1962 | SAINT FRANÇOIS DE SALES et l'esprit salésien     | Lajeunie (Etienne-Marie)                                   | |
| 30 | 1963 | SAINT BONAVENTURE et la sagesse chrétienne       | Jacques-Guy Bougerol                                       | |
| 31 | 1963 | BÉRULLE et l'École française                     | Paul Cochois                                               | |
| 32 | 1964 | RAMANUJA et la mystique vishnouite               | Anne-Marie Esnoul                                          | |
| 33 | 1964 | ÉPICTÈTE et la spiritualité stoïcienne           | Gabriel Germain                                            | 2006 (collection « Points/Sagesses »)                                                                                   |
| 34 | 1965 | LAO TSEU et le taoïsme                           | Max Kaltenmark                                             | 1969 (Stanford University Press)                                                                                        |
| 35 | 1966 | ZARATHUSHTRA et la tradition mazdéenne           | Jean Varenne                                               | 2006 (collection « Points/Sagesses »)                                                                                   |
| 36 | 1966 | SAINT BERNARD et l'esprit cistercien             | Jean Leclercq                                              | |
| 37 | 1970 | GANDHI et la non-violence                        | Suzanne Lassier                                            | 2000 (collection « Points/Sagesses »)                                                                                   |
| 38 | 1970 | SAINTE THÉRÈSE D'AVILA et l'expérience mystique  | Emmanuel Renault                                           | 2007 (collection « Points/Sagesses »)                                                                                   |
| 39 | 1973 | ÇANKARA et le vedanta                            | Paul Martin-Dubost                                         | |
| 40 | 1974 | MANI et la tradition manichéenne                 | François Decret                                            | 2005 (collection « Points/Sagesses »)                                                                                   |
| 41 | 1977 | RÛMÎ et le soufisme                              | Eva de Vitray-Meyerovitch                                  | 2005 (collection « Points/Sagesses »)                                                                                   |

## «Solfèges»
Cette collection consacrée aux compositeurs de musique « classique » (un seul volume est consacré au jazz) a été dirigée par François-Régis Bastide.
Elle était présentée en 1957 dans les fascicules publicitaires des Collections Microcosme comme : « la collection que les vrais amateurs de musique - et de disques - attendaient. Une étude biographique et critique, des textes rares ou peu connus qui replacent le compositeur dans son temps (tableaux chronologiques, bibliographie et discographie). »
|    | Date | Titre             | Auteur                                                              | Rééditions                                           |
| -- | ---- | ----------------- | ------------------------------------------------------------------- | ---------------------------------------------------- |
| 1  | 1956 | COUPERIN          | Citron (Pierre)                                                     | 1996 (→ Nouvelle Collection)                         |
| 2  | 1956 | SCHUMANN          | Boucourechliev (André)                                              | 1995 (→ Nouvelle Collection)                         |
| 3  | 1956 | RAVEL             | Jankélévitch (Vladimir)                                             | 1995 (→ Nouvelle Collection)                         |
| 4  | 1957 | SCHUBERT          | Schneider (Marcel)                                                  |                                                      |
| 5  | 1957 | CHOPIN            | Bourniquel (Camille)                                                | 1994 (→ Nouvelle Collection)                         |
| 6  | 1957 | HAYDN             | Barbaud (Pierre) ; Marnat (Marcel), discographie (1978)             |                                                      |
| 7  | 1957 | HONEGGER          | Landowski (Marcel) ; Christout (Marie-Françoise), collaboratrice    |                                                      |
| 8  | 1958 | MOZART            | Hocquard (Jean-Victor)                                              | 1994 (→ Nouvelle Collection)                         |
| 9  | 1958 | JAZZ              | Francis (André)                                                     | (rattaché ensuite à la collection « Dictionnaires ») |
| 10 | 1958 | VERDI             | Petit (Pierre) ; Tintori (Giampiero), commentaire des illustrations | 1998 (→ Nouvelle Collection)                         |
| 11 | 1959 | TCHAÏKOVSKI       | Hofman (Michel-Rostislav)                                           |                                                      |
| 12 | 1959 | STRAVINSKY        | Siohan (Robert)                                                     |                                                      |
| 13 | 1959 | FALLA             | Campodonico (Luis) ; Avila (Françoise), traduction                  |                                                      |
| 14 | 1959 | MONTEVERDI        | Roche (Maurice)                                                     |                                                      |
| 15 | 1960 | LISZT             | Rostand (Claude)                                                    |                                                      |
| 16 | 1960 | PROKOFIEV         | Samuel (Claude)                                                     |                                                      |
| 17 | 1960 | WAGNER            | Schneider (Marcel)                                                  |                                                      |
| 18 | 1960 | RAMEAU            | Malignon (Jean)                                                     |                                                      |
| 19 | 1961 | BACH              | Marcel (Luc-André)                                                  |                                                      |
| 20 | 1961 | PUCCINI           | Gauthier (André)                                                    |                                                      |
| 21 | 1962 | MOUSSORGSKY       | Marnat (Marcel)                                                     |                                                      |
| 22 | 1962 | DEBUSSY           | Barraqué (Jean)                                                     | 1994 (→ Nouvelle Collection)                         |
| 23 | 1963 | BEETHOVEN         | Boucourechliev (André)                                              |                                                      |
| 24 | 1963 | BARTOK            | Citron (Pierre)                                                     |                                                      |
| 25 | 1965 | BRAHMS            | Bruyr (José)                                                        |                                                      |
| 26 | 1966 | MAHLER            | Vignal (Marc)                                                       |                                                      |
| 27 | 1966 | FRANCK            | Gallois (Jean)                                                      |                                                      |
| 28 | 1967 | VIVALDI           | Candé (Roland, de)                                                  |                                                      |
| 29 | 1968 | BERLIOZ           | Ballif (Claude)                                                     |                                                      |
| 30 | 1969 | SCHŒNBERG         | Leibowitz (René)                                                    |                                                      |
| 31 | 1971 | STRAUSS (Richard) | Jameux (Dominique)                                                  |                                                      |
| 32 | 1971 | BRUCKNER          | Gallois (Jean)                                                      |                                                      |
| 33 | 1972 | FAURÉ             | Nectoux (Jean-Michel)                                               |                                                      |
| 34 | 1973 | VARÈSE            | Vivier (Odile)                                                      |                                                      |
| 35 | 1974 | SATIE (Érik)      | Rey (Anne)                                                          |                                                      |
| 36 | 1977 | MENDELSSOHN       | Jacobs (Rémi)                                                       |                                                      |
| 37 | 1979 | MESSIAEN          | Périer (Alain)                                                      |                                                      |
| 38 | 1980 | BERG              | Jameux (Dominique)                                                  |                                                      |
| 39 | 1980 | HAENDEL           | Gallois (Jean)                                                      |                                                      |
| 40 | 1983 | BIZET             | Roy (Jean)                                                          |                                                      |

## «Le Temps qui court»
Cette collection consacrée aux groupes sociaux, au civilisations et aux biographies de personnages historiques a été dirigée par Michel Chodkiewicz, assisté principalement de Françoise Borin ou de Denise York pour la mise en page et les illustrations.
Elle était présentée en 1958 dans les fascicules publicitaires des Collections Microcosme par ces mots : « Le soleil s'arrête quelquefois, mais les horloges continuent de tourner. Cette collection parle du temps qui court, et des hommes sans nom qui vivent. Les groupes humains décrits dans ces ouvrages ne sont pas tous de même nature : peuple, classe sociale, gouvernement politique, milieux professionnels.... »
|    | Date | Série           | Titre                            | Auteur                             | Rééditions                                                                           |
| -- | ---- | --------------- | -------------------------------- | ---------------------------------- | ------------------------------------------------------------------------------------ |
| 1  | 1957 | Civilisations   | les Gaulois                      | Régine Pernoud                     | 1979 (mise à jour)                                                                   |
| 2  | 1957 | Groupes sociaux | les Instituteurs                 | Georges Duveau                     |                                                                                      |
| 3  | 1957 | Groupes sociaux | les Intellectuels au Moyen Âge   | Jacques Le Goff                    |                                                                                      |
| 4  | 1957 | Groupes sociaux | les Marchands au XVIe siècle     | Pierre Jeannin                     |                                                                                      |
| 5  | 1957 | Groupes sociaux | les Stars                        | Edgar Morin                        | 1972 (collection « Points/Civilisation »)                                            |
| 6  | 1957 | Groupes sociaux | les Prêtres de l'ancienne Égypte | Serge Sauneron                     | 1988 (chez Perséa, revue et complétée), 1998 (collection « Points/Histoire »)        |
| 7  | 1957 | Groupes sociaux | les Juges                        | Casamayor                          |                                                                                      |
| 8  | 1958 | Groupes sociaux | les Officiers                    | Vincent Monteil                    |                                                                                      |
| 9  | 1958 | Groupes sociaux | les Grandes Dames romaines       | Janine Assa                        |                                                                                      |
| 10 | 1958 | Groupes sociaux | les Templiers                    | Albert Ollivier                    |                                                                                      |
| 11 | 1958 | Groupes sociaux | les Bâtisseurs de cathédrales    | Jean Gimpel                        | 1980 (Le Seuil, éd. revue, mise à jour et augmentée)                                 |
| 12 | 1959 | Civilisations   | les Étrusques                    | Alain Hus                          |                                                                                      |
| 13 | 1959 | Biographies     | César                            | Jacques Madaule                    |                                                                                      |
| 14 | 1959 | Biographies     | Napoléon                         | Maximilien Vox                     |                                                                                      |
| 15 | 1959 | Biographie      | Lénine                           | Nina Gourfinkel                    |                                                                                      |
| 16 | 1959 | Groupes sociaux | les Alchimistes                  | Michel Caron et Serge Hutin        | 1999 (collection « Points/Sagesses »)                                                |
| 17 | 1959 | Biographies     | Jeanne d'Arc                     | Régine Pernoud                     | 1981 (Le Seuil, éd. revue, mise à jour et augmentée)                                 |
| 18 | 1960 | Biographies     | Christophe Colomb                | Marianne Mahn-Lot                  | 1988 (Portrait historique de Christophe Colomb, collection "« Points/Histoire »)     |
| 19 | 1960 | Groupes sociaux | les Francs-Maçons                | Serge Hutin                        | 1997 (nouvelle édition revue, chez Bélisane, coll. « Les Signes du temps »)          |
| 20 | 1960 | Biographies     | Hitler                           | Jean Amsler                        |                                                                                      |
| 21 | 1960 | Biographies     | Robespierre                      | Jean Ratinaud                      |                                                                                      |
| 22 | 1961 | Groupes sociaux | les Courtisans                   | Jacques Levron                     |                                                                                      |
| 23 | 1961 | Groupes sociaux | les Troubadours                  | Henri Davenson (pseud.)            | 1971 (sous son nom Henri-Irénée Marrou, collection « Points/Histoire »)              |
| 24 | 1961 | Civilisations   | les Assyriens                    | Maurice Vieyra                     |                                                                                      |
| 25 | 1961 | Groupes sociaux | les Explorateurs au Moyen Âge    | Jean-Paul Roux                     | 1985 (nouvelle édition, chez Fayard, en collaboration avec Sylvie-Anne Roux)         |
| 26 | 1962 | Civilisations   | les Incas                        | Alfred Métraux                     | 1983 (avec un complément d'Abdón Yaranga Valderrama, collection « Points/Histoire ») |
| 27 | 1962 | Biographie      | la Reine Victoria                | Claire-Éliane Engel                |                                                                                      |
| 28 | 1962 | Biographies     | Catherine II                     | Olga Wormser                       |                                                                                      |
| 29 | 1962 | Biographies     | Gengis Khan                      | Maurice Percheron                  |                                                                                      |
| 30 | 1963 | Civilisations   | les Byzantins                    | Alain Ducellier                    | 1988 (collection « Points/Histoire »)                                                |
| 31 | 1963 | Groupes sociaux | les Prêtres                      | Xavier de Chalendar                |                                                                                      |
| 32 | 1963 | Civilisations   | les Hébreux                      | Gérard Nahon                       |                                                                                      |
| 33 | 1964 | Civilisations   | les Khmers                       | Solange Thierry                    |                                                                                      |
| 34 | 1964 | Biographies     | Pétain                           | Jean Plumyène                      |                                                                                      |
| 35 | 1964 | Groupes sociaux | les Conquistadores               | Jacques Lafaye                     |                                                                                      |
| 36 | 1964 | Groupes sociaux | les Communards                   | Michel Winock et Jean-Pierre Azéma |                                                                                      |
| 37 | 1965 | Biographies     | Lincoln                          | Louis de Villefosse                |                                                                                      |
| 38 | 1965 | Biographies     | De Gaulle                        | Jean Lacouture                     |                                                                                      |
| 39 | 1967 | Groupes sociaux | les premiers Chrétiens           | Annie Jaubert                      |                                                                                      |
| 40 | 1971 | Groupes sociaux | les Tsiganes                     | Jean-Pierre Liégeois               |                                                                                      |
| 41 | 1971 | Groupes sociaux | les Vendéens de 93               | Marcel Lidove                      |                                                                                      |
| 42 | 1974 | Civilisations   | Les Québécois                    | Rioux (Marcel)                     |                                                                                      |
| 43 | 1976 | Civilisations   | les Aztèques                     | Simoni-Abbat (Mireille)            |                                                                                      |

## «Le Rayon de la science»
Cette collection consacrée à la science a été dirigée par Étienne Lalou, assisté d'André Fouché et avec la collaboration de Simone Cayet. Plus modeste en nombre de volumes parus (31 volumes de 1959 à 1969) et pauvre en rééditions, elle a été remplacée en 1971 par la série « Sciences » de la collection « Points ».
|    | Date | Titre                                            | Auteur                                                                 | Rééditions                                              |
| -- | ---- | ------------------------------------------------ | ---------------------------------------------------------------------- | ------------------------------------------------------- |
| 1  | 1959 | l'Électronique                                   | Maurice Ponte et Pierre Braillard                                      |                                                         |
| 2  | 1959 | la Conquête des fonds marins                     | Vsevolod Romanovsky                                                    |                                                         |
| 3  | 1959 | les Nuages                                       | Roger Clausse et Léopold Facy                                          |                                                         |
| 4  | 1960 | la Vie sur les planètes                          | Robert Tocquet                                                         |                                                         |
| 5  | 1960 | le Cerveau et la Conscience                      | Paul Chauchard                                                         |                                                         |
| 6  | 1960 | la Vie sociale des animaux                       | Marcel Sire                                                            |                                                         |
| 7  | 1960 | le Pétrole                                       | Henri Weiss                                                            |                                                         |
| 8  | 1961 | le Cancer                                        | Georges Beau                                                           |                                                         |
| 9  | 1961 | les Nombres et leurs mystères                    | André Warusfel                                                         | 1980 (collection« Points/Sciences »)                    |
| 10 | 1961 | l'Énergie nucléaire                              | Yves Chelet                                                            |                                                         |
| 11 | 1961 | la Connaissance de l'univers                     | Jean E. Charon                                                         |                                                         |
| 12 | 1961 | Introduction à la géologie                       | Charles Combaluzier                                                    |                                                         |
| 13 | 1962 | l'Astronautique                                  | Jacques Lachnitt                                                       |                                                         |
| 14 | 1962 | l'Alimentation                                   | François Lery                                                          |                                                         |
| 15 | 1962 | la Vie de la cellule à l'homme                   | Max de Ceccatty                                                        | 1978 (collection « Points/Sciences »)                   |
| 16 | 1962 | l'Optique                                        | Roland Prat                                                            |                                                         |
| 17 | 1963 | l'Oreille et le Langage                          | Alfred Tomatis                                                         | 1978 (collection « Points/Sciences »), 1991 (réédition) |
| 18 | 1963 | l'Archéologie préhistorique                      | Annette Laming-Emperaire                                               |                                                         |
| 19 | 1963 | la Métallurgie                                   | Pierre-Julien Le Thomas                                                |                                                         |
| 20 | 1964 | le Froid                                         | J.-J. Herbert, H. Laborit, A. Lapras, F. Lot, J. Rostand, J.-B. Verlot |                                                         |
| 21 | 1965 | l'Évolution botanique                            | Marie-Claude Noailles                                                  |                                                         |
| 22 | 1965 | la Spéléologie scientifique                      | Bernard Gèze                                                           |                                                         |
| 23 | 1965 | la Médecine chinoise                             | Georges Beau                                                           |                                                         |
| 24 | 1966 | les Structures du hasard                         | Jean-Louis Boursin                                                     | 1986 (collection « Points/Sciences »)                   |
| 25 | 1966 | Physique de l'océan                              | Vsevolod Romanovsky                                                    |                                                         |
| 26 | 1966 | la Vie dans l'océan                              | Jean-Marie Pérès                                                       |                                                         |
| 27 | 1966 | les Origines de la vie (de l'atome à la cellule) | Joël de Rosnay                                                         | 1977 (collection « Points/Sciences »)                   |
| 28 | 1967 | Histoire des mammifères                          | René Lavocat                                                           |                                                         |
| 29 | 1969 | les Médicaments                                  | Jean-Marie Pelt                                                        |                                                         |
| 30 | 1969 | les Mathématiques modernes                       | André Warusfel                                                         |                                                         |
| 31 | 1969 | l'Informatique                                   | Maurice Ponte et Pierre Braillard                                      |                                                         |

## «Dictionnaires»
Cette collection rassemblant quelques dictionnaires a été dirigée par François-Régis Bastide. À l'inverse des collections précédentes, chaque volume comporte un nombre de pages qui lui est propre.
La quatrième de couverture des premières éditions contenait la présentation suivante : « Les dictionnaires de notre enfance, qui nous suivent toute notre vie, veulent nous dire tout sur tout. Les Dictionnaires Microcosme, ceux de la jeunesse, se proposent de nous dire tout ce que nous avons choisi, dans ce vaste dictionnaire qu'est le Monde. Qu'il s'agisse de musique, de danse, de cinéma etc chaque fois, un spécialiste a fait l'effort de clarté qui rend ces livres objets de lecture, mais aussi de consultation rapide. Un grand nombre d'images et de dessins illustre la science : en feuilletant les Dictionnaires Microcosme, vous verrez ce que vous savez et ce que vous ne savez pas. Puis, vous lirez...  »
La collection comporte dix volumes dont un non numéroté.
|   | Date | Titre                          | Auteur                                                    | Rééditions                                                                |
| - | ---- | ------------------------------ | --------------------------------------------------------- | ------------------------------------------------------------------------- |
| * | 1956 | Ouverture pour une discothèque | Roland de Candé                                           | (initialement rattachée à la collection « Solfèges »)                     |
| 1 | 1961 | Dictionnaire de musique        | Roland de Candé                                           | 1983 (Le Seuil, sous le titre Nouveau dictionnaire de la musique)         |
| 2 | 1964 | Dictionnaire de danse          | Jacques Baril                                             |                                                                           |
| 3 | 1964 | Dictionnaire des musiciens     | Roland de Candé                                           | 1996 (nouvelle collection, sous le titre Dictionnaire des compositeurs)   |
| 4 | 1965 | Dictionnaire des cinéastes     | Georges Sadoul, continué par Émile Breton et Michel Marie | 1977, 1982, 1990 (éditions mises à jour)                                  |
| 5 | 1965 | Dictionnaire des films         | Georges Sadoul, continué par Émile Breton                 | 1981, 1990 (éditions mises à jour)                                        |
| 6 | 1969 | Dictionnaire du ski            | Jacques Gautrat                                           |                                                                           |
| 7 | 1969 | Dictionnaire de la voile       | Michel Barberousse, Philippe Viannay (préface)            |                                                                           |
| 8 | 1970 | Dictionnaire de la montagne    | Jacques Gautrat                                           |                                                                           |
| 9 | 1958 | (Dictionnaire du) Jazz         | André Francis                                             | (initialement rattaché à la collection « Solfèges », sous le même numéro) |